# Leo Karl von Habsburg-Lothringen
Erzherzog Leo Karl Maria Kyrill Method von Habsburg-Lothringen (* 5. Juli 1893 in Pola, heute Kroatien; † 28. April 1939 in Bestwina, Oberschlesien/Polen) war ein Offizier der k.u.k. Armee und polnischer Militär.

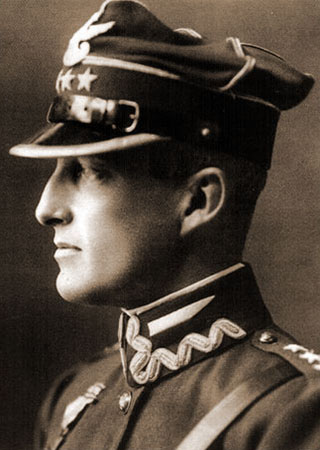
Leo Karl von Habsburg-Lothringen in polnischer Offiziersuniform 1920

## Leben

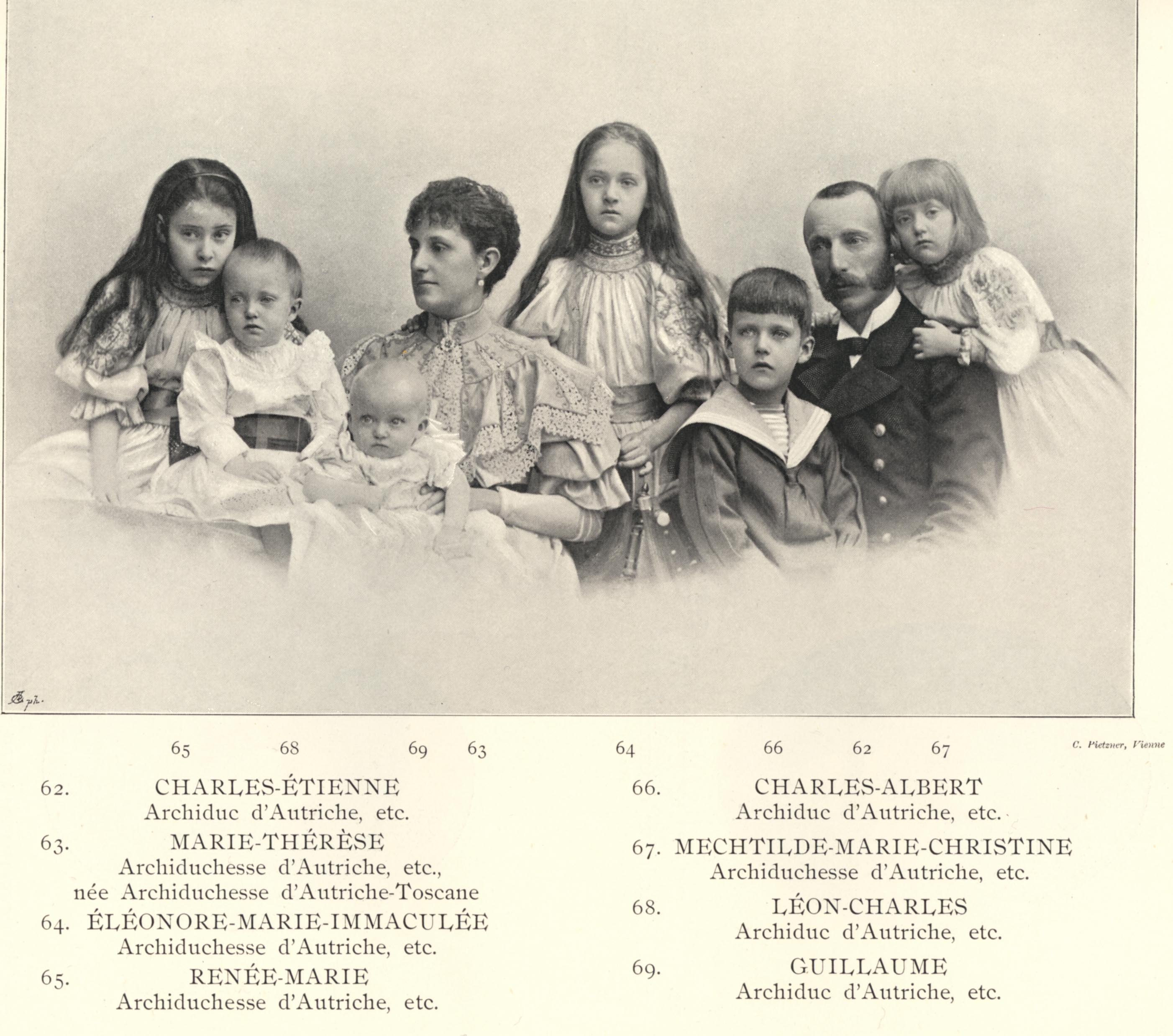
Leo Karl als Kleinkind mit Eltern und Geschwistern im Jahr 1896

Leo Karl war das fünfte Kind und zweiter Sohn des k. u. k. Admirals Erzherzog Karl Stephan und seiner Gemahlin Maria Theresia, geborene Erzherzogin von Österreich und Prinzessin von Toskana. Er verbrachte seine ersten Jahre in Istrien, besuchte ein Realgymnasium in Wien und übersiedelte dann mit der Familie auf deren Güter nach Saybusch im Westen Galiziens.
Im Ersten Weltkrieg war er als Rittmeister an der Ostfront eingesetzt. 1915 erhielt er den Orden vom Goldenen Vlies. Während des Krieges waren sein Vater und sein älterer Bruder Karl Albrecht Anwärter auf den Thron des von den Mittelmächten beherrschten Regentschaftskönigreichs Polen. Sein jüngerer Bruder Wilhelm wurde 1918 als Anwärter auf den ukrainischen Thron gehandelt.
Die Saybuscher Habsburger blieben nach 1918 auf ihrem Schloss Żywiec im wieder entstandenen Polen. Erzherzog Leo Karl nahm 1919 die polnische Staatsbürgerschaft und den Namen Leon Karol Habsburg-Lotaryński an. Er wurde als Offizier von der polnischen Armee übernommen, nachdem er sich schon im November 1918 in Krakau als Freiwilliger gemeldet hatte, und kämpfte in den Kriegen gegen die Ukraine (1919) und gegen Sowjetrussland (1920). Leon erreichte im Dienst des 17. Ulanenregiments mit Sitz in Leszno wieder den Rang eines Hauptmanns.
Am 28. Februar 1919 verfügte das Ministerium für Landwirtschaft und Staatsgüter in Warschau eine staatliche Verwaltung über das Vermögen der Habsburger. Die beschlagnahmten Güter der Familie in Żywiec (53.263 ha Land, davon 48.446 ha Wald) und Bestwina wurden, nach Übertragung durch Karl Stephan an die polnischen Offiziere Leo Karl und Karl Albrecht, im Jahre 1924 wieder zurückgegeben. Sogar der spanische König Alfons XIII., ein Cousin Leo Karls, hatte dahingehend beim polnischen Präsidenten interveniert.
Im Jahre 1922 heiratete Leo Marie-Klothilde von Thuillières, Comtesse de Montjoye-Vaufrey et de la Roche (1893–1978) in Wien. Aus der Ehe gingen fünf Kinder hervor.
Im Jahre 1934 erhielt er aus dem Erbe seines Vaters das Gut Bestwina im polnischen Oberschlesien, wo er sich mit seiner Familie niederließ. Dort starb er schon im Alter von 45 Jahren an Tuberkulose.